# Проєктор

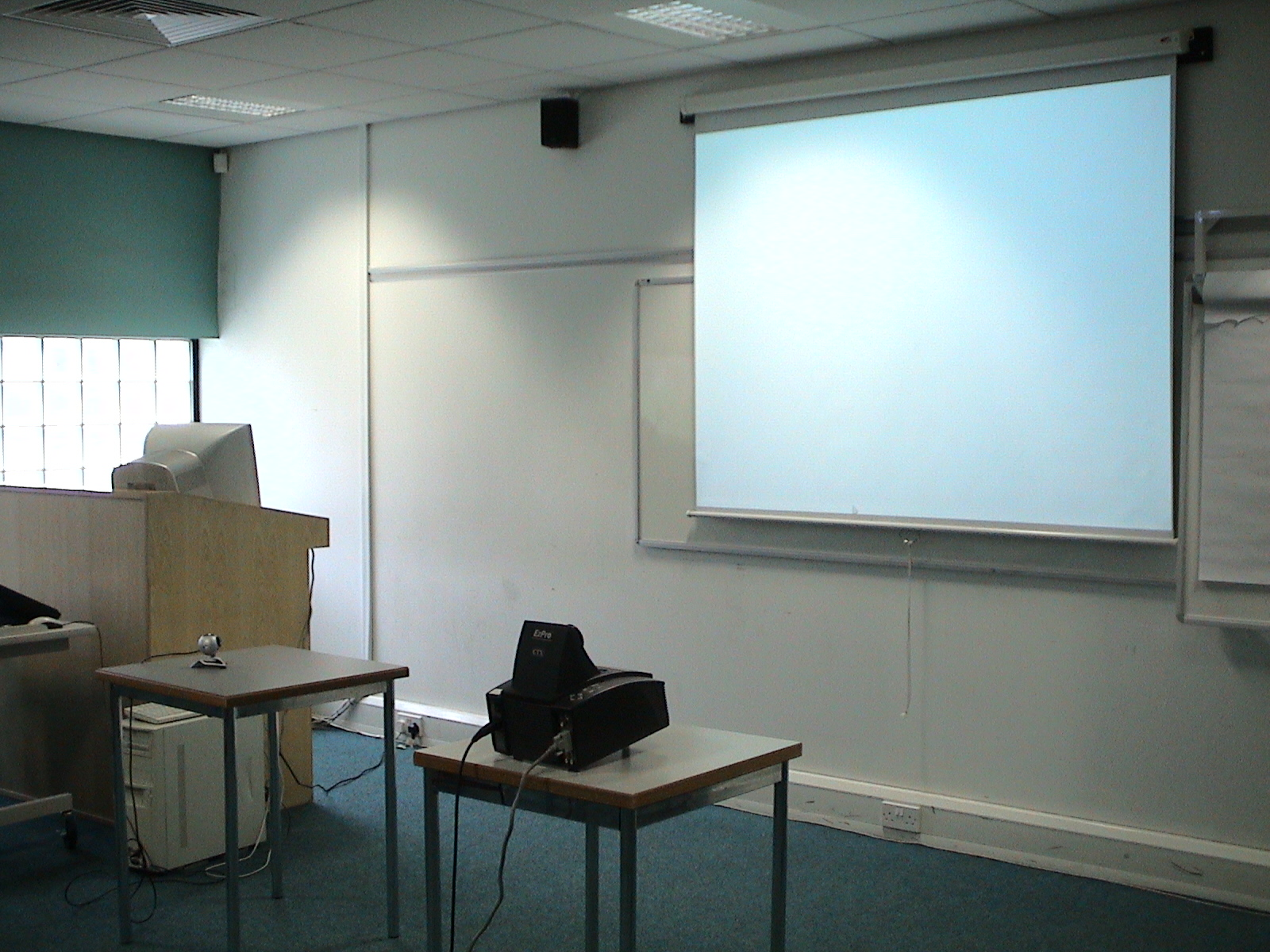
Проєктор з екраном

Проєктор, за старим правописом проектор — це пристрій, призначений для відтворення зображень, відео або інших візуальних матеріалів на великій поверхні, зазвичай на екрані або стіні. Проєктори використовуються в освіті, бізнесі, розвагах, кіноіндустрії та інших сферах, де потрібна демонстрація інформації для великої аудиторії. Механічно - це світловий прилад, що перерозподіляє світло лампи з концентрованим світловим потоком на поверхню малого розміру або у малому тілесному куті. Проєктори є, в основному, оптико-механічними або оптично-цифровими приладами, що дозволяють за допомогою джерела світла проєктувати зображення об'єктів на поверхню, розташовану поза приладом, — екран. Поява проєкційних апаратів зумовила виникнення кінематографу, який належить до проєкційного мистецтва.

## Як працює проєктор?
Старий метод проєктування плівки був простий: кожен кадр плівки являв собою крихітну напівпрозору фотографію. Пропускаючи світло через плівку, а потім пропускаючи його ж через лінзу формування зображення, відбувається відображення збільшеної версії крихітного зображення на стіні або екрані.
РК-проєктори (LCD-проєктори) - працюють трохи інакше. це пристрої для виведення зображення, що використовують технологію рідкокристалічних дисплеїв (LCD) для формування проєктованого зображення. Вони є одними з найпоширеніших видів проєкторів і застосовуються в різних сферах, включаючи освіту, бізнес, розваги та домашні кінотеатри. Промінь світла високої інтенсивності проходить через тисячі пікселів, що зміщуються на РК-дисплеї, а не через кадр напівпрозорої плівки. І ці проєктори не просто використовують один РК-дисплей — вони використовують три, тому їх ще називають 3LCD-проєкторами. Світло розділяється на три відтінки, потім проходить через три ЖК-дисплея, а потім об'єднується в призму, щоб створити чітке барвисте зображення, що проєктується на екран.

## Види проєкційних приладів
- Діаскопічний проєкційний апарат — зображення створюються за допомогою променів світла, що проходять крізь світлопроникний носій із зображенням. Це найпоширеніший вид проєкційних апаратів. До них належать такі прилади як: кінопроєктор, діапроєктор, фотозбільшувач, проєкційний ліхтар, кодоскоп та інші.
- Епіскопічний проєкційний апарат — створює зображення непрозорих предметів шляхом проєкції відбитих променів світла. До них належать: епіскоп, мегаскоп.
- Епідіаскопічний проєкційний апарат — формує на екрані комбіновані зображення як прозорих, так і непрозорих об'єктів.
- Мультимедійний проєктор (також використовується термін «Цифровий проєктор») — з появою і розвитком цифрових технологій це найменування отримали два різні класи пристроїв: На вхід пристрою подається відеосигнал у реальному часі (аналоговий або цифровий); пристрій проєктує зображення на екран; у цьому разі, можлива наявність звукового каналу. Проєктор отримує на окремий чи вбудований у пристрій носій, або з локальної мережі, файл чи сукупність файлів (слайдшоу) — масив цифрової інформації, декодує його та проєктує відеозображення на екран з можливістю відтворювати також і звук.
- Фактично, він є поєднанням в одному пристрої мультимедійного програвача і власне проєктора.

- Лазерний проєктор — виводить зображення за допомогою променю лазеру.

## Мультимедійні проєктори
Назву «цифровий проєктор» пов'язано перш за все, зі звичним нині застосуванням у таких проєкторах цифрових технологій обробки інформації та формування зображення. До появи цифрових технологій, телевізійний аналоговий сигнал проєктувався за допомогою аналогових приладів.

## Аналогові проєктори телевізійного сигналу
- CRT проєктор — аналоговий пристрій, в якому зображення створюється на екрані за допомогою трьох електронно-променевих трубок, відтак, проєктується на екран трьома об'єктивами.
- Проєктор з модуляцією світла на масляній плівці — різновид «світло-клапанних» пасивних систем. Аналоговий електронно-променевий й оптичний пристрій, розрахований на керування потужним світловим потоком для створення зображення на екрані великого розміру. На основі системи «Ейдофор», яка серійно випускалася, було, зокрема, реалізовано перший великий телевізійний екран (чорно-білий) Центру управління космічними польотами СРСР.

Принцип дії проєктора з модуляцією світла полягає у тому, що потік світла падає послідовно на два растри, котрі поглинають світлові промені. Між растрами знаходиться масляна плівка на дзеркальній поверхні і, якщо її не збурено, світло виявляється затриманим обома растрами й екран є цілком чорним. Масляна плівка поміщається всередину електронно-променевої трубки, яка і формує на ній розподіл заряду згідно з параметрами відео зображення. Розподіл заряду, у поєднанні з доданим до дзеркала потенціалом, породжує збурення поверхні плівки. Проходячи крізь цю ділянку плівки, світловий потік проходить повз другий растр і потрапляє на екран у відповідну точку.
Перевага проєктора такого типу полягає у практичній відсутності обмеження на потужність світлового потоку, оскільки сам керований елемент не поглинає керованої частини світлового потоку, а паразитне поглинання, легко компенсується охолодженням металевого дзеркала, на якому знаходиться плівка. Охолоджувати — ж слід лише растри та лампу. На практиці, було досягнуто світловий потік у 10 000 люмен.
Вадою є те, що найбільший досяжний світловий потік складає менше половини світлового потоку лампи, навіть за максимальної яскравості кадру.